# Étang de la Hillette
L'étang de la Hillette est situé dans les Pyrénées (massif du Cestescans) sur la commune d'Ustou, en Couserans (département de l'Ariège).

## Géographie
L'étang de la Hillette est un lac naturel d'origine glaciaire aux contours très découpés, situé non loin de la source de l'Alet dans la vallée d'Ustou, à 1 824 mètres d'altitude.

## Histoire
Porté au début des années 1990 par les collectivités locales dans le cadre d'un schéma de gestion du tourisme de montagne établi par les services du Conseil général de l’Ariège pour le développement des activités de pleine nature, un projet prévoyait la construction au bord du lac d'un refuge de grande capacité, à l’emplacement de l'abri servant à quelques bergers et grands randonneurs.
D’accès peu aisé et dépourvue d’hébergements, la montagne de Cagateille était peu fréquentée. Certaines associations de protection de l'environnement se sont alors opposées au projet, le niveau de fréquentation ne justifiant pas selon elles un tel équipement.

## Randonnée
Surplombant le cirque de Cagateille, sur le GRT 59, l'étang est un objectif de randonnée peu fréquenté. Un refuge non gardé de 10 places, rénové en 2007, le borde.

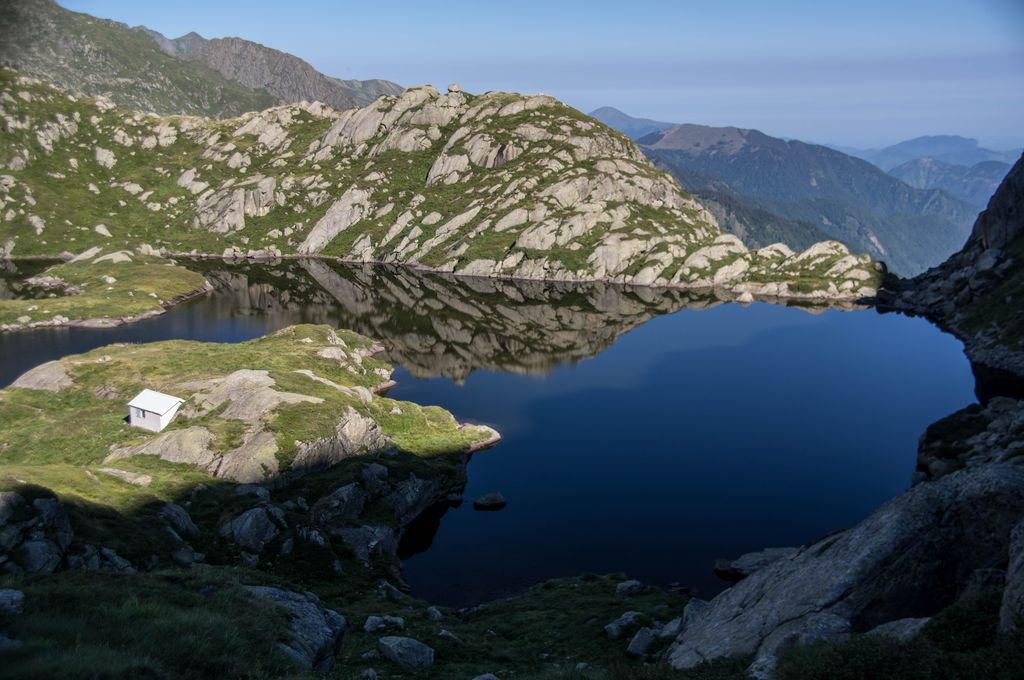
Ombres, reflets et refuge non gardé.
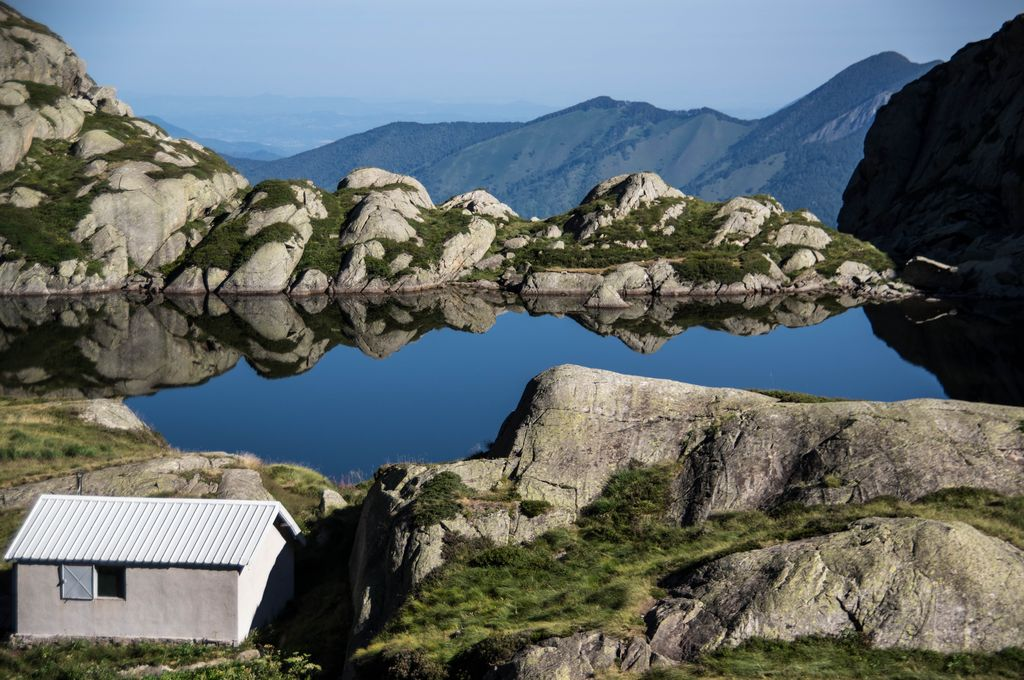
Le refuge non gardé en 2018.